# Франк, Феликс Даниэль
Феликс Даниэль Франк (нем. Felix Frank; род. 1993) — немецкий гребец на байдарках, чемпион мира 2019 года, чемпион Европы 2022 года, серебряный призёр III Европейских игр 2023 года, призёр чемпионата мира 2024 года.

## Карьера
В Сегеде, на чемпионате мира 2019 года, Феликс стал чемпионов в составе немецкой четвёрки-байдарочников на дистанции 1000 метров.
На чемпионате Европы 2022 года в Мюнхене завоевала две медали, став чемпионом на дистанции 1000 метров в составе немецкой четвёрки.
В 2023 году принял участие в III Европейских играх в Кракове и завоевал серебряную медаль на дистанции 500 метров в байдарках-двойках.
В Самарканде, на чемпионате мира 2024 года, который состоялся сразу же после Олимпийских игр, Франк в байдарках-двойках на дистанции 1000 метров завоевал бронзовую медаль.